# جغرافیای تایوان

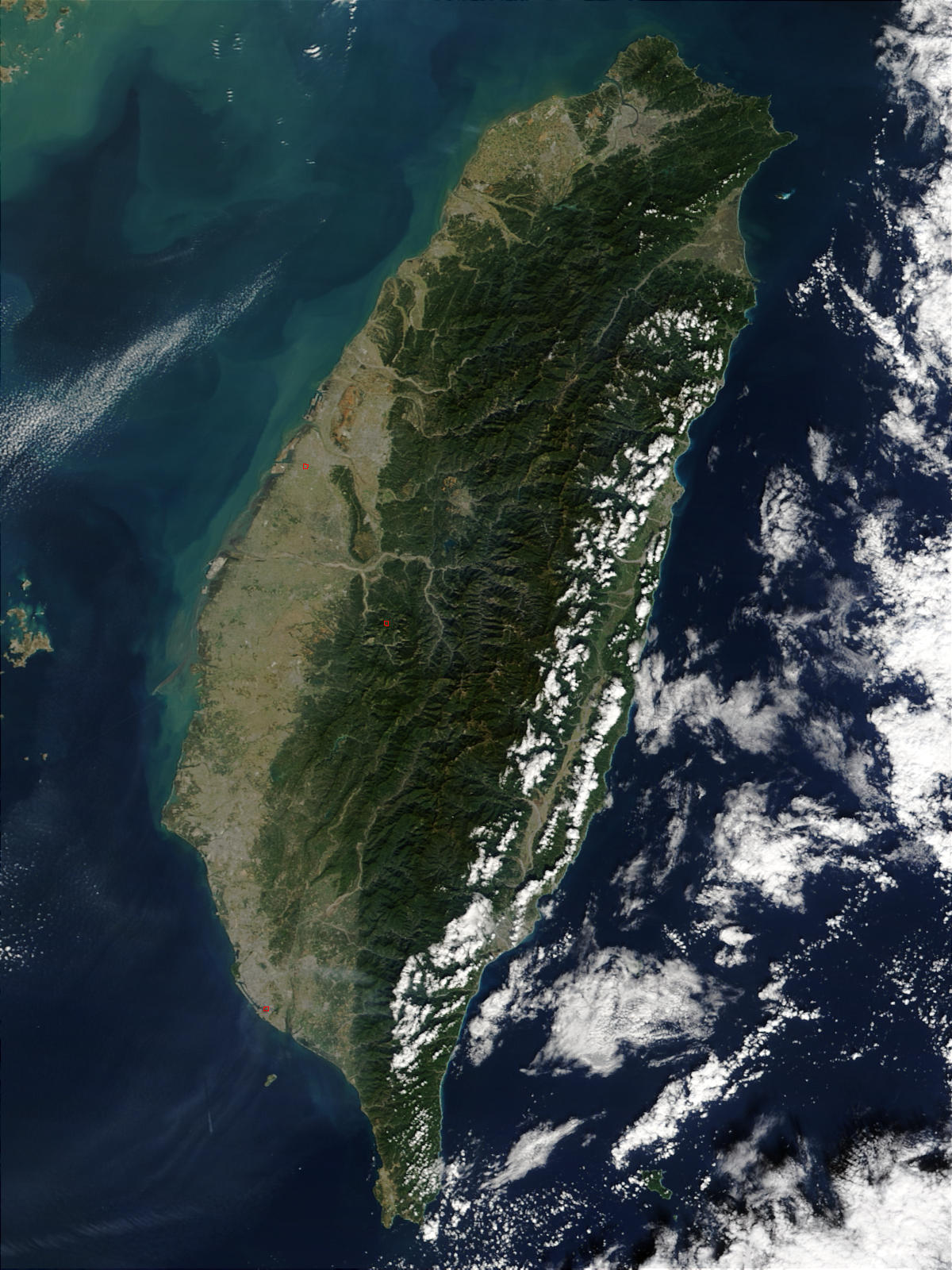
تایوان بیشتر در شرق کوهستانی است و در غرب دارای دشتهایی با شیب ملایم است.

تایوان، به‌طور رسمی جمهوری چین (ROC)، یک کشور جزیره ای در شرق آسیا است. جزیره اصلی تایوان، که از نظر تاریخی در انگلیسی با نام فرموسا شناخته می‌شود، ۹۹٪ مساحت کنترل شده توسط ROC را تشکیل می‌دهد، به مساحت ۳۵٬۸۰۸ کیلومتر مربع (۱۳٬۸۲۶ مربع مربع) و درازای ۱۸۰ کیلومتری (۱۱۲ مایل) در عرض تنگه تایوان از سواحل جنوب شرقی سرزمین اصلی چین قرار دارد. دریای چین شرقی در شمال آن، دریای فیلیپین در شرق آن، تنگه لوزون به‌طور مستقیم در جنوب آن و دریای جنوبی چین در جنوب غربی آن قرار دارد. جزایر کوچکتر شامل تعدادی در تنگه تایوان از جمله مجمع الجزایر پنگهو، جزایر کینمن و ماتسو در نزدیکی سواحل چین و برخی از جزایر دریای چین جنوبی است.
جزیره اصلی یک گسل است که بیشتر متشکل از پنج رشته کوه ناهموار به موازات ساحل شرقی و دشت‌های هموار تا ملایم سوم غربی است که اکثر مناطق تایوان در آن قرار دارند. چندین قله با ارتفاع بیش از ۳۵۰۰ در تایوان وجود دارد، مرتفع‌ترین آن یو شان با ۳٬۹۵۲ متر (۱۲٬۹۶۶ فوت) است که تایوان را به چهارمین جزیره بلند جهان تبدیل می‌کند. مرز تکتونیکی شکل گرفته این دامنه‌ها هنوز فعال است و این جزیره زمین لرزه‌های زیادی را تجربه می‌کند، تعدادی از آنها بسیار مخرب هستند. همچنین آتشفشان‌های زیردریایی فعال بسیاری در تنگه تایوان وجود دارد.
آب و هوا از مناطق استوایی در جنوب تا نیمه گرمسیر در شمال متغیر است و توسط مونسون آسیای شرقی اداره می‌شود. در هر سال به‌طور متوسط چهار تایفون به جزیره اصلی ضربه می‌زند. کوه‌های شرقی به شدت جنگلی بوده و طیف متنوعی از حیات وحش را در خود جای داده‌است، در حالی که استفاده از زمین در مناطق پست غربی و شمالی بسیار زیاد است.

## مرزهای فیزیکی
از لحاظ جغرافیایی، در گذشته، تایوان با خاک اصلی چین مرتبط بود؛ ولی با توجه به حرکت پوسته‌های زمین، بخشی از خاک‌های ارتباط دهنده دو طرف زیر آب رفته و منطقه به تنگه و تایوان سپس به یک جزیره مبدل شده‌است. بسیاری آثار باستانی مانند لوازم سنگی، سفالینه‌های سیاه و ضدزنگ که در مناطق مختلف تایوان از خاک بیرون آورده شد نشان می‌دهد که فرهنگ دوره پیشاتاریخ تایوان با خاک اصلی چین یکسان است.

## اقلیم

طبقه‌بندی آب و هوای Köppen تایوان

جزیره تایوان در آن سوی نواحی مدار رأس‌السرطان قرار دارد و آب و هوای آن تحت تأثیر موسمی شرق آسیا قرار دارد. تایوان شمالی دارای یک آب و هوای نیمه گرمسیری مرطوب است، با تغییرات فصلی دما، در حالی که بخش‌هایی از مرکز و بیشتر مناطق جنوبی دارای آب و هوای موسمی گرمسیری است. در طول زمستان (نوامبر تا مارس)، شمال شرقی باران مداوم را تجربه می‌کند، در حالی که قسمت‌های مرکزی و جنوبی جزیره اغلب آفتابی است. موسمی تابستانی (از ماه مه تا اکتبر) ۹۰ درصد از بارش سالانه در جنوب را تشکیل می‌دهد، اما تنها ۶۰ درصد از بارش در شمال را شامل می‌شود.  میانگین بارندگی تقریباً ۲۶۰۰ میلی‌متر در سال است. 

## گیاهان و جانوران
قبل از استقرار گسترده بشر، پوشش گیاهی تایوان از جنگل‌های بارانی گرمسیری در مناطق جلگه ای از طریق جنگل‌های معتدل، جنگل‌های تایگا و گیاهان آلپی با افزایش ارتفاع است. بیشتر دشت‌ها و تپه‌های کم ارتفاع غرب و شمال جزیره از زمان ورود مهاجران چینی در قرن ۱۷ و ۱۸ برای استفاده‌های کشاورزی پاکسازی شده‌است. با این وجود جنگل‌های کوهستانی بسیار متنوع است و چندین گونه بومی مانند سرو فرمزی و صنوبر تایوان وجود دارد، در حالی که درخت کافور نیز در ارتفاعات پایین بسیار گسترده بود.

## منابع طبیعی

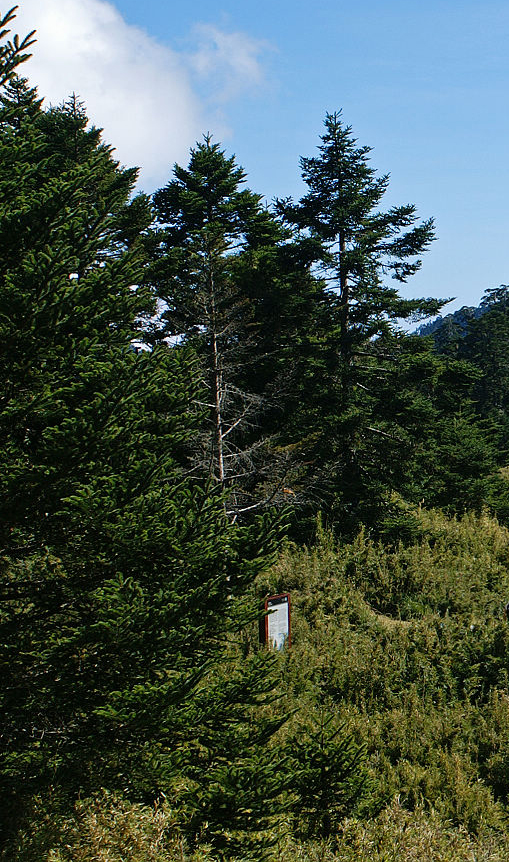
صنوبر تایوان (نراد تایوانی)

## جغرافیای انسانی

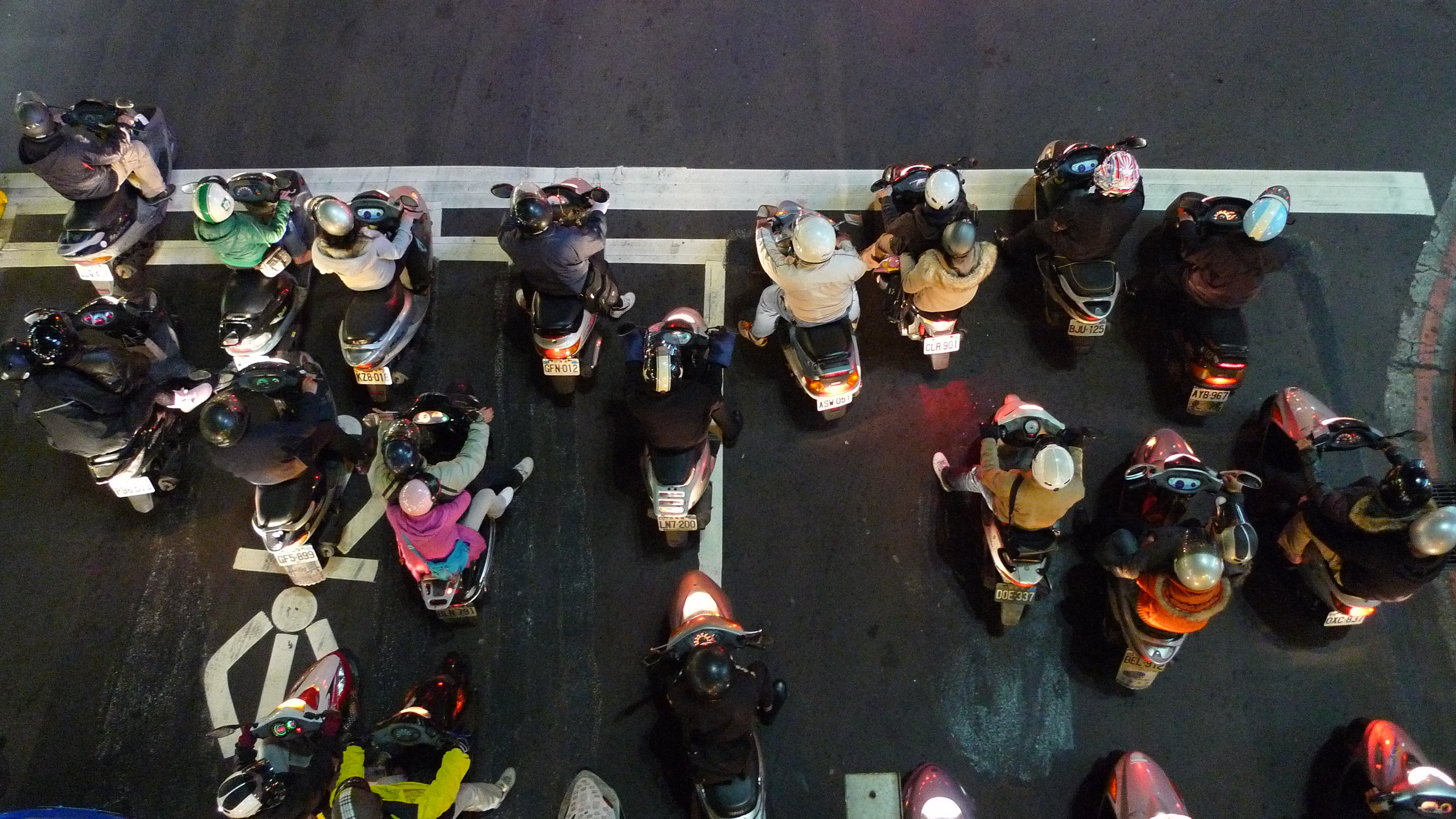
اسکوتر سواران در تایوان